# Црква Богородица Љевишка
Црква Богородица Љевишка је древна српска православна црква у Призрену, задужбина краља Стефана Милутина. Црква је подигнута у периоду 1306—1307. године на остацима старијег катедралног храма из 13. века, који је такође заснован на месту још старије, ранохришћанске цркве. Црква је вековима била саборни, односно катедрални храм призренских епископа и митрополита Српске православне цркве.
У стручној литератури и публицистици, придевак у називу храма јавља се у два основа облика, најчешће као Љевишка, а знатно ређе као Левишка. О пореклу и значењу овог назива постоје разна мишљења и претпоставке. Призренски топоним Љевиша забележен је у српским средњовековним изворима из 14. века, који сведоче о поседима Призренске епископије. Албанци су у Мартовском погрому 2004. веома оштетили цркву.

## Историја
Садашња црква, посвећена празнику Успења Пресвете Богородице, коју је почетком 14. века подигао српски краљ Стефан Урош II Милутин (1282—1321), обновљена је на месту старијег саборног храма, чији су остаци откривени приликом опсежних рестаураторских и истраживачких радова, који су спроведени од 1950. до 1952. године. Према стручним проценама, првобитна грађевина била је саздана најкасније током 10. века. Значајна прекретница у историји првобитног храма догодила се непосредно након 1018. године, када је обновљена византијска власт над Призреном. У повељи цара Василија II (976—1025) из 1019. године о уређењу Охридске архиепископије, међу епархијама које су биле потчињене охридском архиепископу, као петнаеста по реду поменута је и Призренска епархија. Током 11. и 12. века, архијерејска катедра призренских епископа налазила се управо у овом храму. Приликом установљења аутокефалне Српске архиепископије (1219), Призренска епархија је укључена у њен састав, а стара црква је наставила да обавља функцију катедралног храма. Према архитектонској структури, стара црква је била тробродна базилика. Имала је три апсиде на истоку и припрату на западу, испред које се налазио трем.
Преуређењем у 14. веку главни брод је претворен у петокуполну целину, а бочни бродови су претворени у амбулаторијум. Ово је идеја која је у византијској архитектури већ виђена у Цркви Солунских апостола: основа је у виду уписаног крста са пет купола, а око њега је са три стране широки брод. Уместо трема, саграђен је двоспратни егзонартекс (спољна припрата) са звоником. Од старе цркве преузети су бочни зидови. Средишња купола лежи на четири стуба, док су мале куполе постављене дијагонално. Црква је саграђена наизменичним редовима цигле и кречњака. Спољни изглед је оживљен двоструким и троструким прозорима и нишама. Обновом цркве су управљали мајстори Никола (архитектура) и Астрапа (живопис). О томе се зна по натпису у спољној припрати.
Најстарије сачуване фреске у цркви потичу из треће деценије 13. века. То су прикази Свадбе у Кани, Исцељење слепог и Богородица Елеуса са Христом хранитељем. Прве две се данас чувају у Галерији фресака при Народном музеју у Београду, док је трећа сачувана на јужном ступцу јужног брода цркве. Преостале фреске у Богородици Љевишкој су из 14. века и дело су мајстора Михаила Астрапе и његових помоћника, насликане између 1307. и 1313. године. Међу њима су циклуси великих празника, Христових мука, чуда и парабола, као и портрети светаца и српских историјских личности (Стефан Немања, Свети Сава, краљ Милутин).
Након проглашења Српске патријаршије (1346), призренски епископи су добили почасни чин митрополита, чиме је и Богородица Љевишка уздигнута на степен митрополитског средишта. Средином 15. века, Призрен је потпао под турску власт, чиме је означен почетак новог раздобља у историји Призренске епархије и њеног катедралног храма. Након обнове Српске патријаршије (1557), Призренска епархија се поново нашла у њеном саставу.
Шире подручје Призренске епархије тешко је пострадало током ратних година (1688—1690, 1716—1718, 1737—1739). Услед великих сеоба Срба са подручја Метохије и суседних области, положај српских црквених установа је временом постао веома тежак. Најкасније средином 18. века, Богородица Љевишка је одузета од православних Срба и претворена у џамију. Овај чин тешко је погађао српски народ у Призрену, што је посведочено записима из 1756. године. Постоји мишљење да се претварање у џамију догодило знатно раније, већ на почетку турске владавине у Призрену. Ова претпоставка је била прихваћена у делу стручне јавности. Независно од тог питања, претварањем у џамију унутрашњост храма је претрпела знатна оштећења: фреске су изубијане чекићем, покривене слојем малтера и прекречене. Поново су откривене за време рестаураторских радова у периоду од 1950. до 1952. године, а напори на њиховој санацији трајали су све до 1976. године.
За време трајања османске власти нису постојали никакви изгледи да се Богородица Љевишка поново врати у своје изворно стање, тако да је функцију катедралног храма привремено преузела Стара црква Светог Ђорђа у Призрену, а касније је иста функција званично пренета на новоподигнути Саборни храм Светог Ђорђа у Призрену, који је довршен 1887. године. Упркос томе, у свести православних Срба у Призрену чувана је успомена на стари катедрални храм. Тек након ослобођења Призрена (1912), Богородица Љевишка је поново претворена у цркву, али радови на њеној рестаурацији нису могли бити остварени током наредних година, услед ратних неприлика које су трајале све до 1918. године.
Након Првог светског рата, пред надлежне црквене власти се у више наврата постављало питање о могућем враћању статуса катедралног храма Богородици Љевишкој, али до тога није дошло чак ни након опсежних рестаураторских радова који су спроведени средином 20 века. Пошто је архијерејска катедра задржана у новом саборном храму Светог Ђорђа, древној цркви Богородице Љевишке је остављен почасни статус старог саборног храма.
Од почетка НАТО окупације Косова и Метохије (1999.), црква је под наводном заштитом немачких војника. И поред тога, црква је гађана из ватреног оружја и запаљена 17. марта 2004. године од стране албанских вандала, за време Мартовског погрома, док су војници немачког КФОР-а остали у касарнама, о чему је својевремено писао немачки лист Шпигл у тексту ,,Зечеви са Косова".
Дана 13. јула 2006. Црква Богородице Љевишке је стављена на Унескову листу светске културне баштине, као део ансамбла средњовековних споменика на Косову и Метохији. За ову групу споменика се сматра да су угрожени.

## Светска баштина
Ова црква се налази на списку Унескове Светске баштине заједно са још три манастира СПЦ под именом Средњовековни споменици на Косову и Метохији, а од 2006. године се налази и на Унесковој листи светске баштине која је угрожена.
Рестаурација оштећених фресака почела је 2014. године.

## Документарни филм
- Богородица Љевишка, дводелни документарни ТВ филм серијала „Сведоци векова“ у продукцији РТБ-а снимљен је 1991. године према сценарију Др Гордане Бабић и Петра Савковића у режији Драгослава Бокана, музику је компоновао Зоран Христић.[24][25]

## Галерија
Фреске у Богородици Љевишкој
- Фреска Купање Христа, пре 2004. године,[26] када су је албански екстремисти тешко оштетили
- Краљ Милутин
- Фреска краља Милутина пре рестаурације
- Фреска краља Милутина после рестаурације
- Српска династија Немањића
- Св Сава
- Стефан Немања
- Краљ Стефан Првовенчани
- Краљ Стефан Дечански
- Издаја Христа
- Света Варвара
- Појава Христа мирносницама
- Успење Богородице
- Издаја Христа, детаљ
- Христос Пантократор
- Пророк Захарије